# 西藏白苞芹
西藏白苞芹（学名：Nothosmyrnium xizangense）为伞形科白苞芹属的植物，是中国的特有植物。分布在中国大陆的西藏等地，生长于海拔3,200米的地区，常生于山谷云杉林下和村旁水边。

## 變種
- 少裂西藏白苞芹 Nothosmyrnium xizangense var. simpliciorum：西藏東南部